# Ichneumon vallemontanus
Ichneumon vallemontanus är en stekelart som beskrevs av Cuvier 1833. Ichneumon vallemontanus ingår i släktet Ichneumon och familjen brokparasitsteklar. Inga underarter finns listade i Catalogue of Life.